# Malta beim Eurovision Young Musicians
Übertragende Rundfunkanstalt

Erste Teilnahme
2014
Bisher letzte Teilnahme
2018 (2020 geplant)
Anzahl der Teilnahmen
3
Höchste Platzierung
k. A.
Dieser Artikel befasst sich mit der Geschichte Maltas als Teilnehmer des Wettbewerbs Eurovision Young Musicians.

## Regelmäßigkeit der Teilnahme und Erfolg im Wettbewerb
Malta nahm erstmals 2014 am Eurovision Young Musicians teil. Der Gitarrist Kurt Aquilina konnte sich dabei für das Finale qualifizieren, erreichte jedoch kein Platzierung unter den besten drei. 
2022 zog sich der zuständige Sender Public Broadcasting Services (PBS) ohne eine nähere Angabe von Gründen vom Wettbewerb zurück. Seitdem hat sich der Sender nicht mehr bezüglich einer Teilnahme geäußert.

## Liste der Beiträge
Farblegende: – 1. Platz. – 2. Platz. – 3. Platz. – ausgeschieden im Halbfinale/in der Qualifikation. – keine Teilnahme/nicht qualifiziert.
| Jahr      | Interpret                                        | Instrument                                       | Stücke | Platz Finale                                     | Platz Halbfinale                                 | Nationale Vorentscheidung                 |
| --------- | ------------------------------------------------ | ------------------------------------------------ | --- | ------------------------------------------------ | ------------------------------------------------ | ----------------------------------------- |
| 2014      | Kurt Aquilina                                    | Gitarre                                          | August Lullaby von Marek Mancina von Per-Olov Kindgren Concerto de Aranquez von Joaquín Rodrigo Birds flew over the spire von Gary Ryan | k. A. / 14                                       | k. A. / 7                                        |                                           |
| 2016      | Dmitry Ischkanow                                 | Klavier                                          | Piano Concerto no. 3, op. 50, Allegro Molto von Dmitri Kabalewski | k. A. / 11                                       | Direkt für das Finale qualifiziert               | interne Auswahl                           |
| 2018      | Bernice Sammut Attard                            | Klavier                                          | Toccata von Trois pièces von Francis Poulenc Prelude in C minor, Op. 23 No. 7 von Sergei Wassiljewitsch Rachmaninow Prelude in G sharp minor Op. 32 No. 12 von Sergei Wassiljewitsch Rachmaninow Scherzo No. 2 in B flat minor, Op. 31 von Frédéric Chopin | ausgeschieden                                    | k. A / 9                                         | Malta Eurovision Young Musicians 2018     |
| 2020      | Absage wegen der COVID-19-Pandemie durch die EBU | Absage wegen der COVID-19-Pandemie durch die EBU | Absage wegen der COVID-19-Pandemie durch die EBU | Absage wegen der COVID-19-Pandemie durch die EBU | Absage wegen der COVID-19-Pandemie durch die EBU | Malta Eurovision Young Musicians 2020     |
| 2022 2024 | Auf Teilnahme verzichtet bzw. suspendiert        | Auf Teilnahme verzichtet bzw. suspendiert        | Auf Teilnahme verzichtet bzw. suspendiert | Auf Teilnahme verzichtet bzw. suspendiert        | Auf Teilnahme verzichtet bzw. suspendiert        | Auf Teilnahme verzichtet bzw. suspendiert |

## Impressionen

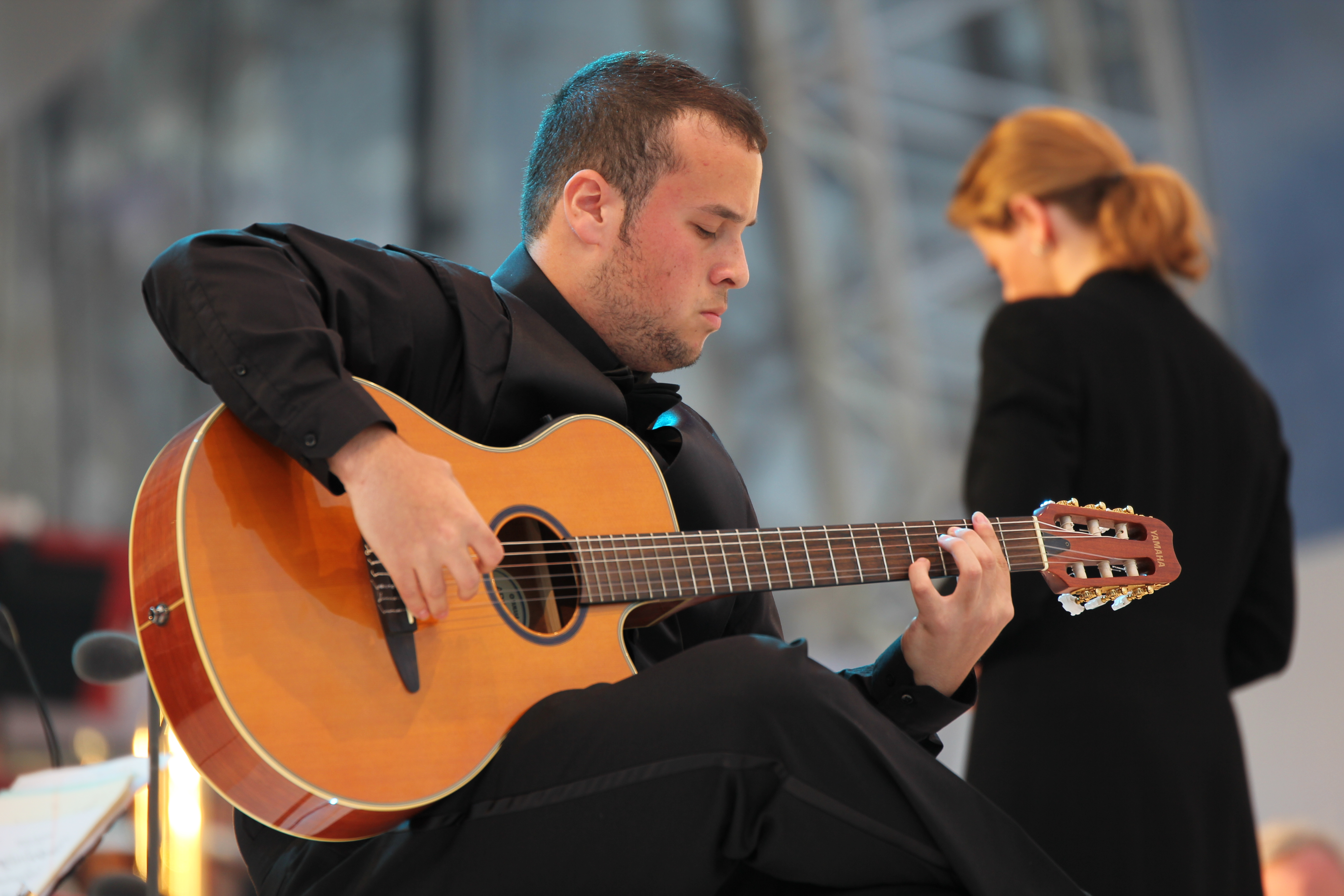
Kurt Aquilina 2014
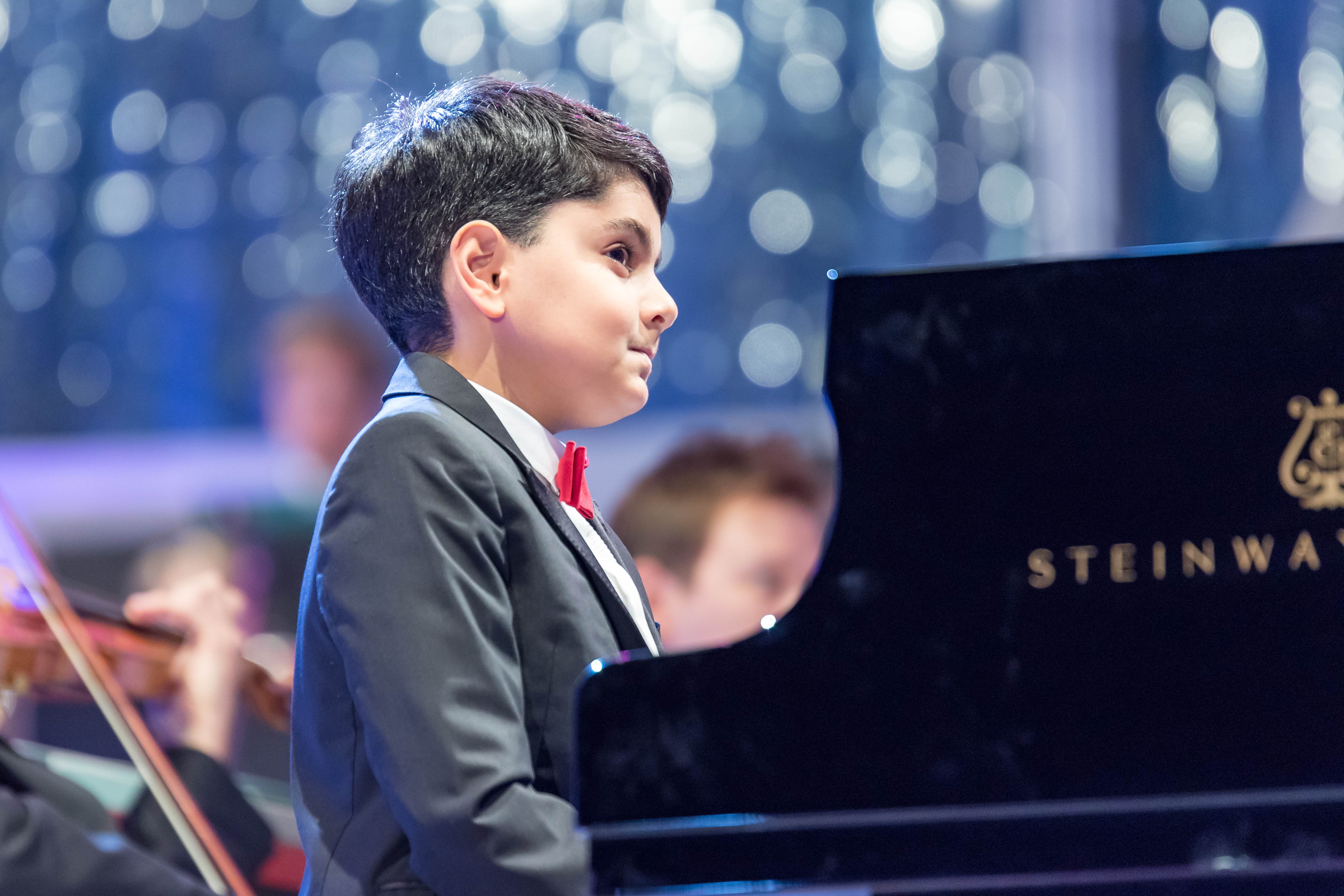
Dmitry Ischkanow 2016